# Heidrun Holtmann

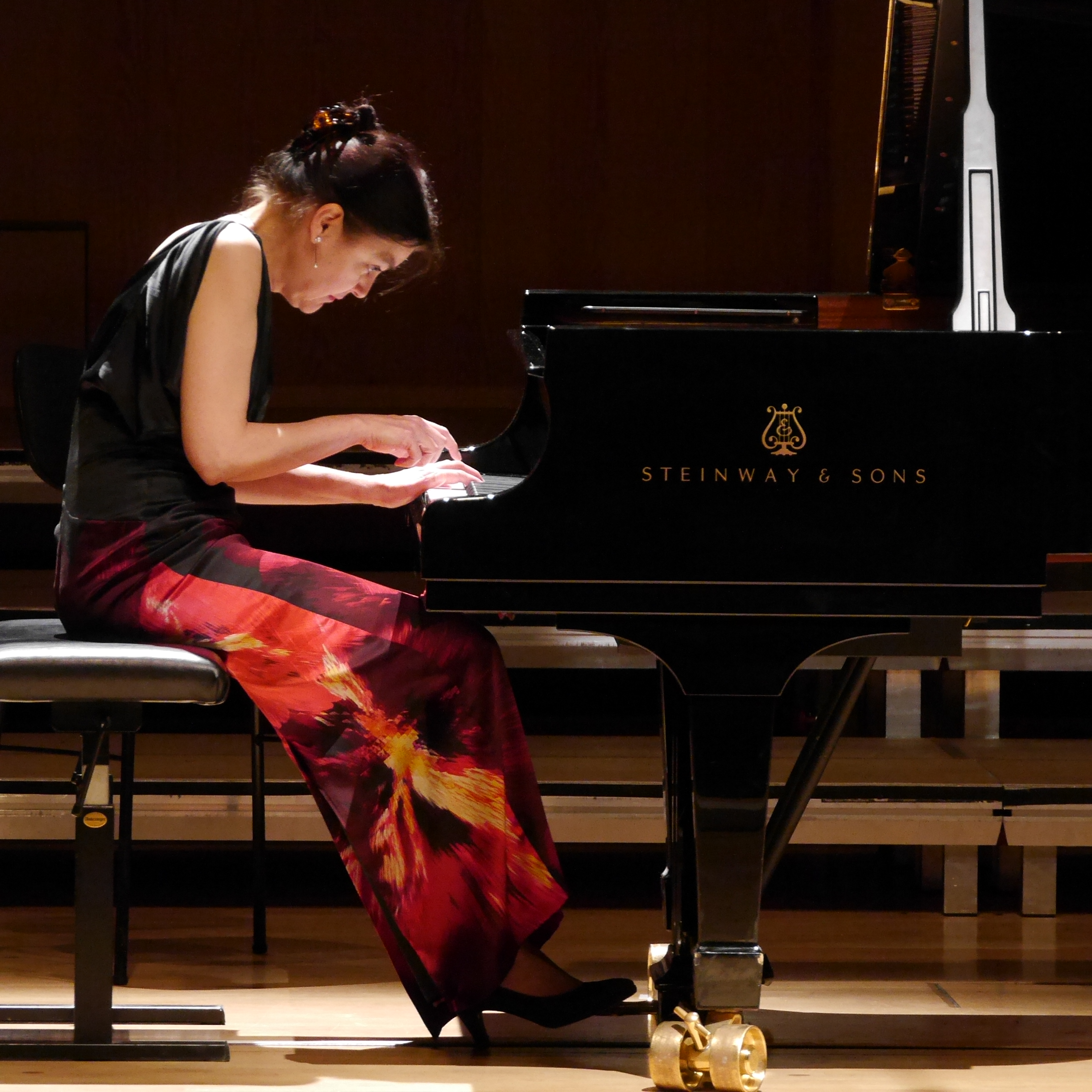
Heidrun Holtmann (2015)

Heidrun Holtmann (* 18. Oktober 1961 in Münster) ist eine deutsche Pianistin.

## Leben
Holtmanns erste Klavierlehrerin war Eleonore Jäger, die sie von 1966 bis 1970 in ihrer Heimatstadt unterrichtete.
1970 wurde sie Jungstudentin an der Hochschule für Musik in Detmold. Bis zu ihrem Examen (summa-cum-laude) blieb sie dort Schülerin von Renate Kretschmar-Fischer. Neben dieser Ausbildung studierte sie 1978 bei Nikita Magaloff in Genf und 1982 bei Wladimir Aschkenasi in Luzern.
1979 wurde ihr beim ersten Géza-Anda-Wettbewerb in Zürich der zweite und 1982 der erste Preis zuerkannt. In den kommenden Jahren konzertierte sie in zahlreichen Ländern. So spielte sie unter anderem in den Goethe-Instituten Pakistans und Indiens den zweiten Teil des Wohltemperierten Klaviers von Johann Sebastian Bach. 

## Repertoire und Rezeption
Nachdem Heidrun Holtmann den ersten Preis des Géza-Anda-Wettbewerbs gewonnen hatte, galt sie bald als hochrangige Pianistin, die sowohl durch die Seriosität ihrer Programme wie ihrer Interpretationen überzeugte. 
Zwar konnten etliche Aufführungen festgehalten werden, allerdings bei einem Plattenlabel von eingeschränkter Reichweite, so dass die publizistische Resonanz gering blieb.
Während ihr Aufnahmen-Debüt mit den Goldberg-Variationen Bachs etwas zurückhaltend wirkt und die Deutung von Franz Schuberts später B-Dur-Sonate wenig Binnendynamik besitzt, zeigen Aufnahmen von Schumanns Carnaval und seiner berühmten Kreisleriana sowie eine Auswahl der Préludes von Chopin und  Skrjabin Holtmanns Klangsinn und Ausgeglichenheit. Die Einspielungen lassen eine individuelle, dabei immer aus der Musik entwickelte, nicht vordergründig-rhetorische Analyse der kompositorischen Feinzeichnung erkennen.